# V-리그 남자부 드래프트 전체 1순위
V-리그 남자부 드래프트 전체 1순위는 매년 열리는 한국배구연맹 (KOVO) 드래프트에 참가한 모든 선수들 가운데 가장 먼저 지명되는 선수이다. 전체 1순위 지명권은 직전 시즌 하위 3개 팀 가운데 확률추첨제를 통해 선정된 팀이 갖게된다; 1순위 지명권의 선정 확률은 6위팀이 50%, 5위팀이 35%, 4위팀이 15%이다.
2005년에 첫 여자배구 드래프트가 개최되었다.

## 설명
| * | 신인선수상 수상자를 가리킨다. |

| R | 라이트 | L | 레프트 | C | 센터 | S | 세터 | Li | 리베로 |

## 전체 1순위 목록
| 드래프트 | 지명팀      | 선수    | 포지션 | 출신학교 | 비고 |
| -------- | ----------- | ------- | ------ | -------- | ---- |
| 2005년   | 대한항공    | 신영수  | L      | 한양대   |      |
| 2005년   | 대한항공    | 강동진  | L      | 한양대   |      |
| 2006년   | 대한항공    | 김학민* | R      | 경희대   |      |
| 2007년   | LIG손해보험 | 김요한  | R      | 인하대   |      |
| 2008년   | KEPCO45     | 문성민  | R      | 경기대   |      |
| 2009년   | 우리캐피탈  | 강영준  | R      | 경기대   |      |
| 2010년   | KEPCO45     | 박준범* | L      | 한양대   |      |
| 2011년   | 우리캐피탈  | 최홍석* | L      | 경기대   |      |
| 2012년   | LIG손해보험 | 이강원  | R      | 경희대   |      |
| 2013년   | KEPCO       | 전광인* | L      | 성균관대 |      |
| 2014년   | 한국전력    | 오재성* | Li     | 성균관대 |      |
| 2015년   | 우리카드    | 나경복* | L      | 인하대   |      |
| 2016년   | KB손해보험  | 황택의* | S      | 성균관대 |      |
| 2017년   | 우리카드    | 한성정  | L      | 홍익대   |      |
| 2018년   | OK저축은행  | 전진선  | C      | 홍익대   |      |
| 2019년   | 한국전력    | 김명관  | S      | 경기대   |      |
| 2020년   | 현대캐피탈  | 김선호* | L      | 한양대   |      |